# ヴェロドローム・ディヴェール大量検挙事件
ヴェロドローム・ディヴェール大量検挙事件（ヴェロドローム・ディヴェールたいりょうけんきょじけん、フランス語: Rafle du Vélodrome d'Hiver）、または、その略称であるヴェル・ディヴ事件（Rafle du Vél' d'Hiv、日本語ではベルディブ事件とも）は、第二次世界大戦中、ナチス・ドイツの占領下にあったフランスで1942年7月16日～17日に行われた最大のユダヤ人大量検挙事件である。本質的には外国から避難してきた無国籍のユダヤ人が標的だったとされる。

## 概要
ナチス・ドイツはホロコーストの一環として1942年の7月、占領したヨーロッパ各国でユダヤ人を大量検挙することを目的とした「春の風」作戦（Opération Vent printanier）を計画した。フランスにおいては、親独のヴィシー政権がフランスの警察官ら4500人以上を動員して作戦を実行した。警察庁の記録によれば、7月17日の終わりには、パリと郊外での検挙者数は1万3152人で、そのうち4115人が子供だった。
ヴェロドローム・ディヴェール（Vélodrome d'Hiver、「冬季自転車競技場」の意味）とはパリ15区にあった自転車競技場ないしスケート競技場のことで、本事件で用いられた中間収容施設の中で最も大きかった。最初、検挙されたユダヤ人達の多くは5日間、ここに閉じ込められた。競技場に屋根はなく、真夏の太陽が照り付ける中、食料や飲料水をほとんど与えられず、トイレも少なかった。身動きもできないまま、飢えと渇きと臭気に襲われ、その光景は人間に対する冒涜そのものであった。

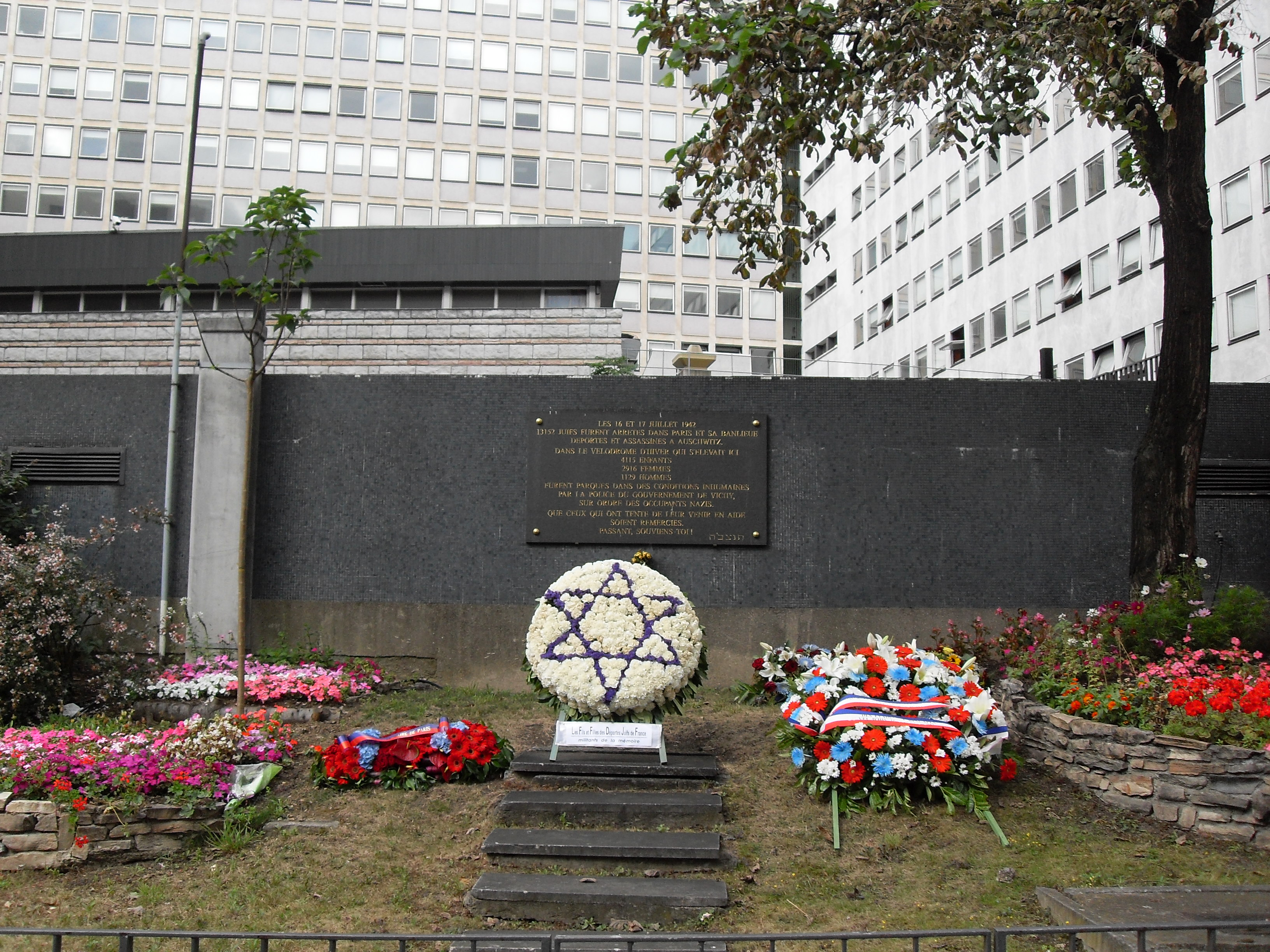
ヴェル・ディヴ跡地にある慰霊碑

その後、アウシュヴィッツを初めとする東欧各地の絶滅収容所へと送られた。収容所生活の中で、終戦までに生き延びたのは100人に満たない大人のみで、子供は生き残らなかったという。
数少ない生存者であるジョゼフ・バイスマンの回想によると、拘束されたユダヤ人はヴェロドローム・ディヴェールからパリ郊外の収容所に移され、一週間後にドイツ側の命令で大人全員と一部の子供がバスで送り出されることになり、我が子と引き離される母親の悲痛な叫び声やフランス警官の怒号が収容所に響き渡った。バイスマンは、このままでは危険だと感じて同年代の男児とともに鉄条網を潜り抜けて脱走し、フランス解放まで養護施設で過ごしたものの、両親や姉妹を含むほとんどの被害者が絶滅収容所に送られて殺されたことを後に知った。中年まで自らの体験を語ることはなかったが、同じくホロコーストを生き延びたユダヤ系フランス人政治家シモーヌ・ヴェイユに説得されて「語り部」となり、後述する映画『黄色い星の子供たち』のモデルになった。

## 戦後
ヴェロドローム・ディヴェール跡地には悲劇の舞台であったことを伝える展示や犠牲者を悼む慰霊碑が置かれている。
フランス政府は事件への関与を長く否定したが、1995年、ジャック・シラク大統領が責任を認めた。

## 作品
多数の作品でヴェル・ディヴのエピソードが引用されているが、特に次の作品は事件に深く関わった内容である。

### 映像
- Les Guichets du Louvre（1974年） 監督：ミシェル・ミトラニ、出演：クリスチャン・パスカル
- パリの灯は遠く（1976年） 監督：ジョゼフ・ロージー、出演：アラン・ドロン
- 黄色い星の子供たち（2010年）監督：ロズリーヌ・ボッシュ、出演：ジャン・レノ、ガッド・エルマレ、メラニー・ロラン、ユーゴ・レヴェルデ
  - サラの鍵（2010年）監督：ジル・パケ＝ブルネ、原作：タチアナ・ド・ロスネ、出演：クリスティン・スコット・トーマス、メリュジーヌ・メヤンス

### 漫画
- APRES LA RAFLE（検挙の後で）※ジョゼフ・バイスマンの体験に基づく[1]。